# بوبي شيرتشان
بوبي شيرتشان (بالنيبالية: भूपी शेरचन) (1937 – 1989) كان شاعرًا نيباليًا بارزًا في القرن العشرين، ويُعتبر من بين أهم الكتّاب الذين ساهموا في تحديث الشعر النيبالي عبر استخدام النثر الشعري بدلاً من الأوزان الكلاسيكية.

## النشأة
ولد شيرتشان عام 1937 في منطقة مياغدي غرب نيبال. تلقى تعليمه المبكر في كاتماندو، ثم تابع دراسته في الهند حيث تأثر بالحركات السياسية والأدبية في تلك الفترة، ما عزز ميوله القومية والاجتماعية.

## المسيرة الأدبية
بدأ بوبي شيرتشان الكتابة تحت اسم مستعار هو "بهانوبراكاش"، ونشر أول مجموعة شعرية له بعنوان "Naya Jhyaure" بأسلوبٍ تقليدي. لاحقًا، تحول إلى كتابة الشعر الحر، ما أكسبه شهرة واسعة.
أبرز أعماله هو ديوان Ghumne Mechmathi Andho Manche (رجل أعمى على كرسي هزاز)، الذي نُشر عام 1969، ويُعد من كلاسيكيات الأدب النيبالي. تميزت قصائده بتناولها لموضوعات مثل:
- الهوية الوطنية
- وحدة نيبال وتنوعها العرقي
- الحياة اليومية للإنسان البسيط

## الأسلوب والتأثير
تميّز شيرتشان بلغة بسيطة ومباشرة، مع حس إنساني عميق. أدخل الشكل الحر إلى الشعر النيبالي بطريقة أثّرت في أجيال من الشعراء بعده. كما تُقرأ أعماله اليوم في المدارس والجامعات، وتُدرّس كجزء من الأدب الحديث.

## الوفاة والإرث
توفي شيرتشان عام 1990 في كاتماندو. لا يزال يُحتفى به كصوت شعري أصيل، وخلّدته الأوساط الأدبية في نيبال عبر إعادة طباعة أعماله وإقامة جوائز أدبية باسمه.